# أناستاسيا فيدوتوفا
أناستاسيا فيدوتوفا (مواليد 30 نوفمبر 1998) هي لاعبة كرة ماء روسية، شاركت مع منتخب بلادها في الألعاب الأولمبية الصيفية 2020.

## روابط خارجية
- أناستاسيا فيدوتوفا على موقع الاتحاد الدولي للسباحة (الإنجليزية)
- أناستاسيا فيدوتوفا على موقع أوليمبيديا (الإنجليزية)